# هاريبريا
شروثي شاندراسينا وتُعرف مهنيًا باسم هاريبريا هي ممثلة وعارضة أزياء هندية تعمل بشكل رئيسي في أفلام باللغة الكنادية، بالإضافة إلى عدد قليل من أفلامها بالتيلوغية والتاميلية.

## وقت مبكر من الحياة
ولدت هاريبريا في 29 أكتوبر 1991 في تشيكابالابور بالهند. وبعد أن أكملت دراستها، تلقت تدريبًا على رقصة بهاراتاناتيام. ثم انتقلت عائلتها إلى بنغالور، حيث أكملت دورات ما قبل الجامعة.